# Pałac w Beresteczku
Pałac w Beresteczku – nieistniejący już pałac wybudowany na początku XIX w. przez Katarzynę Platerową. 

## Historia
Pałac stanął w miejscu obronnego zamku wzniesionego na wyspie, powstałej na rzece Styr. Budowniczym zamku był książę Symeon Fryderyk Proński, wojewoda kijowski, który ożenił się z Fedorą Bohowityn. Warownia była własnością ks. Prońskich. Po nich dobra przeszły w XVII w. na Leszczyńskich, w 1765 na Zamoyskich, później w 1795 na Platerów, hr. Witosławskich, wreszcie hr. Raciborowskich. Zamek nie zachował się do czasów współczesnych.

## Architektura
Jednopiętrowy murowany pałacyk wybudowano w  stylu klasycystycznym. Obiekt swoim rogiem niemal dotykał rogu starego dworu Jana Jakuba Zamoyskiego, w którym w 1787 r. goszczony był wracający z Kaniowa król Polski Stanisław August Poniatowski.

## Park krajobrazowy
Znajdujący się w pobliżu pałacu park krajobrazowy został założony w 1805 r. przez Dionizego Miklera, twórcę parków i ogrodów na Wołyniu i Podolu. Ze względu na położenie park był jednym ze wspanialszych na Wołyniu. Styr podzielił park na dwie części: jedną przy pałacu z ogromnym gazonem i drugą widokową, czyli właściwym parkiem krajobrazowym. W parku rosły interesujące egzemplarze drzew: barhat amurski, klon srebrzysty oraz sosna kedrowa.